# Deliathis nivea
Deliathis nivea là một loài bọ cánh cứng trong họ Cerambycidae.